# 225 př. n. l.

## Události
- v bitvě u Telamonu porazila římská armáda pod vedením Attilia Regula a Lucia Aemilia spojené keltské vojsko Bójů, Insubrů a Gesatů

## Hlavy států
- Seleukovská říše – Seleukos II. Kallinikos (246 – 225 př. n. l.) » Seleukos III. Keraunos (225 – 223 př. n. l.)
- Řecko-baktrijské království – Euthydemus I. (230 – 200 př. n. l.)
- Parthská říše – Arsakés I. (247 – 211 př. n. l.)
- Egypt – Ptolemaios III. Euergetés (246 – 222 př. n. l.)
- Bosporská říše – Leukon II. (240 – 220 př. n. l.)
- Pontus – Mithridates II. (250 – 220 př. n. l.)
- Kappadokie – Ariarathes III. (255 – 220 př. n. l.)
- Bithýnie – Prusias I. (228 – 182 př. n. l.)
- Pergamon – Attalos I. (241 – 197 př. n. l.)
- Sparta – Kleomenés III. (235 – 222 př. n. l.) a Eukleidás (227 – 221 př. n. l.)
- Athény – Ergochares (226 – 225 př. n. l.) » Nicetes (225 – 224 př. n. l.)
- Makedonie – Antigonos III. Dósón (229 – 221 př. n. l.)
- Epirus – vláda épeiroské ligy (231 – 167 př. n. l.)
- Římská republika – konzulové Lucius Aemilius Papus a Gaius Atilius Regulus (225 př. n. l.)
- Syrakusy – Hiero II. (275 – 215 př. n. l.) a Gelo (240 – 216 př. n. l.)
- Numidie – Gala (275 – 207 př. n. l.)